# Oroqen
L'oroqen, també conegut com a orotxon, oluntxun o, en xinès, eluntxun, és una llengua del grup septentrional de la família manxú-tungús parlada al nord-est de la Xina, concretament a les províncies de Mongòlia Interior i Heilongjiang.
Actualment s'estima que té al voltant de 1.200 parlants vius, la major part dels quals gent gran. Tot i així, és una llengua amenaçada perquè s'ha trencat la transmissió lingüística intergeneracional, és a dir, que els pares no la parlen als fills.

## Distribució geogràfica
És la llengua del poble oroqen, per bé que només un petit percentatge de la comunitat ètnica manté la llengua. Actualment, segons el cens del 2010, hi ha 8.659 persones d'aquesta ètnia a la Xina. És present principalment a la Prefectura de Daxing'anling, Heihe i Yitxun, en la província de Heilongjiang i a la Bandera Autònoma d'Oroqen, a la ciutat-comtat de Zalantun (anteriorment anomenada Butha) al districte de Hulunbuir, a la província de Mongòlia Interior.

## Classificació i divisions
És una llengua manxú-tungú del grup septentrional, juntament amb l'even, l'evenki, el negidal i l'extint arman. Hi ha qui el considera un dialecte de l'evenki.
L'oroqen, segons Whaley et al (2003), es pot dividir en fins a quatre dialectes diferents: central, sud-oriental, nord-oriental i occidental. Les diferències són principalment morfològiques, concretament a canvis en alguns sufixos. També és distintiva l'alta presència de manlleus al dialecte occidental, principalment del solon i del dagur.

## Escriptura
És una llengua que no s'havia escrit fins als anys 80, quan alguns professors van crear un alfabet de base llatina basat en l'AFI i el pinyin. Posteriorment se n'han editat recursos escrits.

### Alfabet oroqen
| Lletra | Fonemes representats |
| ------ | -------------------- |
| a      | [ɑ / ɑː]             |
| e      | [ɛː / eː / ə / əː]   |
| i      | [ɪ / ɪː / i / iː]    |
| o      | [o / oː / ɔ / ɔː]    |
| u      | [ʊ / ʊː / u / uː]    |
| ü      | [y]                  |

| Lletra | Fonemes representats | Lletra | Fonemes representats | Lletra | Fonemes representats | Lletra | Fonemes representats | Lletra | Fonemes representats |
| ------ | -------------------- | ------ | -------------------- | ------ | -------------------- | ------ | -------------------- | ------ | -------------------- |
| b      | [p]                  | d      | [t]                  | f      | [ɸ]                  | g      | [k]                  | h      | [x~ɣ~h]              |
| m      | [m]                  | n      | [n]                  | ng     | [ŋ]                  | ny     | [ɲ]                  | p      | [pʰ]                 |
| t      | [tʰ]                 | w      | [w]                  | x      | [ʃ]                  | y      | [j]                  | j      | [tʃ]                 |
| k      | [kʰ]                 | l      | [l]                  | q      | [tʃʰ]                | r      | [r]                  | s      | [s]                  |

## Característiques morfosintàctiques

### Tipologia
És una llengua de tendència aglutinant, d'ordre predominant SOV i casual, com la resta de llengües de la família.
En oroqen trobem fins a 14 casos diferents.
| Cas                           | Sufix en oroqen |
| ----------------------------- | --------------- |
| Nominatiu                     | ∅               |
| Acusatiu                      | -wV*            |
| Acusatiu indefinit            | -yV             |
| Datiu                         | -dV             |
| Instrumental                  | -dʒi            |
| Locatiu                       | -lVː            |
| Genitiu                       | -ŋi             |
| Al·latiu / Il·latiu (definit) | -tixi / -kaxi   |
| Il·latiu (indefinit)          | -tixVːxi        |
| Prolatiu                      | -liː            |
| Ablatiu                       | -dVk / -kidVk   |
| Elatiu                        | -dVlVːk         |
| Comitatiu                     | -dʒi            |
| Of side                       | -jin            |

*V en fonètica significa vocal, en aquest cas serà la vocal que s'adapti a les normes de l'harmonia vocàlica de la paraula.

### Fonologia
Generalment, en oroqen la síl·laba tònica tendeix a ser l'última, en contrast amb altres llengües de la família, com el solon on normalment és la síl·laba inicial, o en evenki, on és lliure.
Com a característica que destaca de l'oroqen, hi ha el fet que la llargada vocàlica és fonèmica, és a dir, que caracteritza i distingeix paraules, com podem veure en l'exemple següent: /aːkin/ (fetge) i /akin/ (germà gran). En aquest cas la llargada de la vocal /a/ determina el significat de la paraula i esdevé, per tant, un tret fonèmic en oroqen.
Té un sistema vocàlic de 9 vocals, 5 llargues i 4 curtes. A més, cadascuna de les 9 vocals té el seu al·lòfon en funció de la tensió de la paraula. L'oroqen destaca també per la presència d'harmonia vocàlica en la tensió vocàlica.